# Bronx (film)
Bronx (A Bronx Tale) è un film del 1993 diretto, prodotto ed interpretato da Robert De Niro. È il primo film diretto dall'attore italo-americano. La sceneggiatura è stata scritta da Chazz Palminteri ed è tratta da un lavoro teatrale dello stesso attore.

## Trama
Bronx, 1960: Calogero, un bambino di origini italiane figlio di un autista d'autobus, passa le giornate nel suo quartiere imitando il boss Sonny che gestisce le sue attività in un locale vicino. Un giorno assiste casualmente a un omicidio: però lui testimonierà il falso, come suggerito dal padre, che con questi non vuole avere rogne. Diventa così il prediletto di Sonny, il quale lo introduce nel suo giro. Nonostante i divieti dei genitori, Calogero inizia a frequentare il ritrovo degli uomini di Sonny, consolidando l'amicizia con il criminale, che lo prende sotto la sua custodia come un figlio.
Anni dopo, Calogero è ormai cresciuto e si allontana sempre di più da suo padre che è un onesto lavoratore che vive una vita dignitosa ma povera. Sonny è diventato per lui una sorta di secondo padre, molto influente in ogni aspetto della sua vita. Il boss lo vuole indirizzare anche sulle amicizie da seguire, in quanto il ragazzo frequenta giovani violenti e razzisti. Calogero si innamora anche di una ragazza di colore, sorella però di un nero picchiato dai suoi amici. Questi si vendicheranno per un paio di uova lanciate contro la vetrina del loro circolo, cercando di distruggere un negozio nel quartiere degli afroamericani con bottiglie molotov. Durante la fuga, uno dei neri prende una bottiglia inesplosa, la lancia contro l'auto facendo esplodere quelle non usate, finendo così per far morire carbonizzati i ragazzi dentro la macchina.
Calogero, che senza l'intervento di Sonny si sarebbe trovato a bordo dell'auto andata in fiamme, decide di andare a ringraziarlo per averlo tolto in tempo da quella compagnia, ma appena arriva al bar, ritrovo di Sonny e dei suoi uomini, lo vede morire per un colpo di pistola, sparato dal figlio dell'uomo ucciso in quell'omicidio per cui Calogero testimoniò il falso. Ai funerali di Sonny è presente molta gente, ma oltre a Calogero nessuno si mostra realmente dispiaciuto per la morte del boss che era temuto ma non amato. Solo un altro uomo ha delle parole gentili per Sonny ed è il padre di Calogero che ringrazia il boss per aver salvato la vita a suo figlio. Padre e figlio fanno pace e i due si incamminano per tornare a casa, mentre Calogero ripensa alle lezioni che ha imparato dai due uomini più importanti della sua vita.

## Produzione
Chazz Palminteri era stato corteggiato da diverse compagnie cinematografiche per acquistare i diritti del suo monologo autobiografico con l'offerta di cifre anche molto elevate, ma Palminteri aveva un'altra priorità, quella di scrivere egli stesso la sceneggiatura e recitare nel ruolo di Sonny. Quando De Niro gli propose di realizzare il film con una partecipazione al 50%, a patto di esserne il regista e di interpretare il personaggio di Lorenzo, l'affare fu concluso con una semplice stretta di mano.
(Robert De Niro, catalogo della 50ª Mostra internazionale d'arte cinematografica di Venezia, La Biennale Edizioni, 1993, p. 51)
Il film è dedicato a Robert De Niro Sr., padre del regista, scomparso nel 1993, ovvero pochi mesi prima dell'uscita del film. I nomi dei protagonisti sono i due nomi dell'attore Chazz Palminteri, che nella realtà si chiama appunto Calogero Lorenzo Palminteri.
Le riprese, con Robert De Niro per la prima volta anche in qualità di regista, si svolsero fra il 31 agosto e il 18 dicembre 1992 nella città di New York, tranne la scena del match di pugilato, girata nell'ex sala d'armi di Jersey City, adibita poi a sede di manifestazioni sportive.
Accanto alle musiche originali, composte da Butch Barbella, nel film si ascoltano diversi classici dell'epoca, scelti personalmente da Robert De Niro fra i suoi ricordi di adolescente.

## Distribuzione
Il film debuttò a Venezia alla Mostra del cinema (fuori concorso) nel settembre 1993 e venne distribuito nelle settimane successive negli altri paesi. La distribuzione ufficiale in Italia avvenne invece nel gennaio 1994 per non interferire con l'imminente uscita di Voglia di ricominciare. De Niro venne personalmente a presentare il film al Lido di Venezia e a ritirare appena cinquantenne il Leone d'oro alla carriera ma, per non essere preso di mira da fotografi e giornalisti, si fece registrare in hotel con il nome di Bob Collins. Successivamente è stato trasmesso sia sul circuito nazionale 7 Gold che su Canale 21 tra il 2023 e il 2024.